# Europese ondernemingsraad
De Europese ondernemingsraad (EOR) is een overleg- en consultatieorgaan tussen werkgevers en werknemers aangaande supranationale vraagstukken binnen bedrijven die actief zijn in twee of meerdere lidstaten van de Europese Unie (EU) en/of de Europese  Economische Ruimte (EER).

## Beschrijving
De EOR is een overkoepelende ondernemingsraad voor ondernemingen of ondernemingsgroepen met een Europese dimensie. Dit orgaan dient te worden aangesteld in elke onderneming met minstens duizend werknemers in de EU, en minstens 150 werknemers in minimaal twee verschillende lidstaten.
De procedure tot oprichting van een Europese ondernemingsraad of van een procedure ter informatie en raadpleging wordt op gang gebracht, hetzij op initiatief van de centrale directie of op schriftelijk verzoek (aan die centrale directie) van honderd werknemers of hun vertegenwoordigers.
De nationale werknemersvertegenwoordigers worden aangewezen uit de syndicale delegatie die zitting heeft in de nationale ondernemingsraden, of bij gebrek hieraan, onder de vertegenwoordigers die zitting hebben in de Comités voor Preventie en Bescherming op het Werk. Indien geen van beide zijn ingesteld, worden de vertegenwoordigers aangeduid onder de leden van de vakbondsafvaardiging, na machtiging door (elk betrokken) paritair comité. Ondernemingen met een communautaire dimensie die reeds een overeenkomst hadden inzake grensoverschrijdende informatie en raadpleging voor 23 september 1996 zijn niet aan de bepalingen van de overeenkomst onderworpen.
De werknemersvertegenwoordiging in de Europese ondernemingsraad heeft het recht om (minimaal) een keer per jaar met de centrale directie te vergaderen en alzo op de hoogte gesteld te worden, aan de hand van een verslag, over de ontwikkeling van de activiteiten van de onderneming. Daarnaast heeft deze Europese syndicale delegatie en/of het beperkt comité dat binnen deze raad werd opgericht, het recht om te worden geïnformeerd over maatregelen die aanzienlijke gevolgen hebben voor de belangen van de werknemers (delokalisatie, sluiting, collectief ontslag…). Het 'beperkt comité' of de Europese ondernemingsraad hebben het recht hiertoe te vergaderen met de centrale directie of elk ander directieniveau.